# Septofusidium variabile
Septofusidium variabile är en svampart som först beskrevs av Matsush., och fick sitt nu gällande namn av Samuels 1989. Septofusidium variabile ingår i släktet Septofusidium och familjen Nectriaceae.   Inga underarter finns listade i Catalogue of Life.